# ブラジ
ブラジ（ルーマニア語: Blaj）は、ルーマニアのトランシルヴァニア地方、アルバ県に属する都市。人口は2002年の時点で2万758人。ハンガリー語名はバラージュファルヴァ（Balázsfalva）、ドイツ語名はブラーゼンドルフ（Blasendorf）。

## 地理
トゥルナヴァ川が流れ、ワインづくりが盛ん。大陸性の典型的なトランシルヴァニア気候で、年間降水量は550mmである。

## 行政区分
ブラジ自治体（ムニチピウ）はブラジの市街地とTiur、Petrisat、Mănărade、Spătac、Deleni、Obârşieの6つの村から成る。

## 人口動態
2002年国勢調査時のデータ

### 民族別人口
- ルーマニア人 - 1万7099人
- ロマ - 1911人
- ハンガリー人 - 1675人
- ドイツ人 - 60人

### 宗派別人口
- ルーマニア正教会 - 1万4752人
- ギリシャ・カトリック - 3411人
- 改革派教会 - 985人
- ローマ・カトリック - 734人
- バプテスト教会 - 408人
- ペンテコステ派 - 220人

## 歴史
1271年にヘルボード伯爵の所領として、Villa Herbordiの名で登場する。1313年には息子のブラシュス・シェレイに引き継がれた。伯爵の家来20家族から成る村落として始まり、1737年5月19日に町となった。
ブラジはトランシルヴァニアにおけるギリシャ・カトリック教会の宗教的・文化的中心地である。1687年10月27日にカトリックとギリシャ正教会が融合して誕生したギリシャ・カトリックの歴史は町の歴史に深く関係している。トランシルヴァニアがオスマン帝国からオーストリア＝ハンガリー帝国の手に移ってからより活発になった。
1754年、ルーマニアで最古の公立学校がブラジに開校した。ここからルーマニア語にはだんだんとキリル文字ではなくアルファベットが使われるようになる。また、啓蒙時代にはトランシルヴァニア学校教会が置かれたことから「リトル・ローマ」とも称される。

## 観光
近郊に築かれたベトレン家の城塞、メトロポリタン広場、至聖三者大聖堂、ブナ・ヴェスティーレ修道院、ギリシャ・カトリックの教会、自由の広場、ミハイ・エミネスクのシナノキ、アヴラム・イアンクのオークの木などが観光スポットになっている。

## 姉妹都市
- アルシュヴィル（スイス）
- モルランヴェル（ベルギー）
- レカナーティ（イタリア）